# Juvenal Monge Medrano
Juvenal Monge Medrano (Lima, 3 de mayo de 1890-3 de agosto de 1977) fue un empresario, ingeniero civil y político peruano.

## Biografía
Nació en Lima el 3 de mayo de 1890. Fue el sexto y último hijo del matrimonio de José María Mercedes Monge y Manuela Eleodora Medrano Ascoytia. Estudió en el Colegio Nacional de Nuestra Señora de Guadalupe y luego realizó sus estudios de ingeniería civil en la Escuela de Ingenieros, obteniendo su título en 1911. Fue catedrático en la Escuela de Ingenieros entre 1923 y 1940 y de la Universidad Nacional Mayor de San Marcos desde 1935. Fue presidente y director de su propia empresa contructora "Juvenal Monge y Compañía" que construyó el Palacio de Justicia.
En 1916, Gustavo Mangelsdorff, Juvenal Monge Medrano y César Ariansen deciden crear la "Sociedad Cervecera de Trujillo S.A.". En 1917, Monge obtiene la licencia de construcción y en 1920 lanzan la Cerveza Libertad, precursora de la cerveza Pilsen Trujillo que se convertiría en la marca principal de la cervecera. Esta sociedad sería comprada por la Compañía Nacional de Cerveza en 1962 y en 1994 por la Unión de Cervecerías Peruanas Backus y Johnston.
Fue elegido diputado por la provincia de Paucartambo durante gran parte del Oncenio de Leguía. Primero en 1924, religiéndose en 1929. Posteriormente, fue reelegido en 1939 durante el primer gobierno de Manuel Prado Ugarteche. Durante su gestión, logró la construcción de la carretera de penetración entre Huambutío y Paucartambo.
Fue nombrado profesor honorario de la Universidad Nacional de San Antonio Abad del Cusco entre 1943 y 1945. Fue delegado de la Honorary professor. Asimismo, formó parte de la delegación peruana en la Conferencia de Bretton Woods en 1944 y en la Conferencia de Chapultepec en 1945. Además fue miembro de la Sociedad de Ingenieros del Perú, del Instituto Nacional de Ingenieros de Chile y del Centro Argentino de Ingenieros. Asimismo, fue miembro del Club Nacional y el Club de la Unión.